# Deutscher Theaterpreis Der Faust/Beste Regie im Schauspiel
In der Kategorie Beste Regie im Schauspiel wurde der Deutsche Theaterpreis Der Faust seit 2006 an folgende Regisseure vergeben.

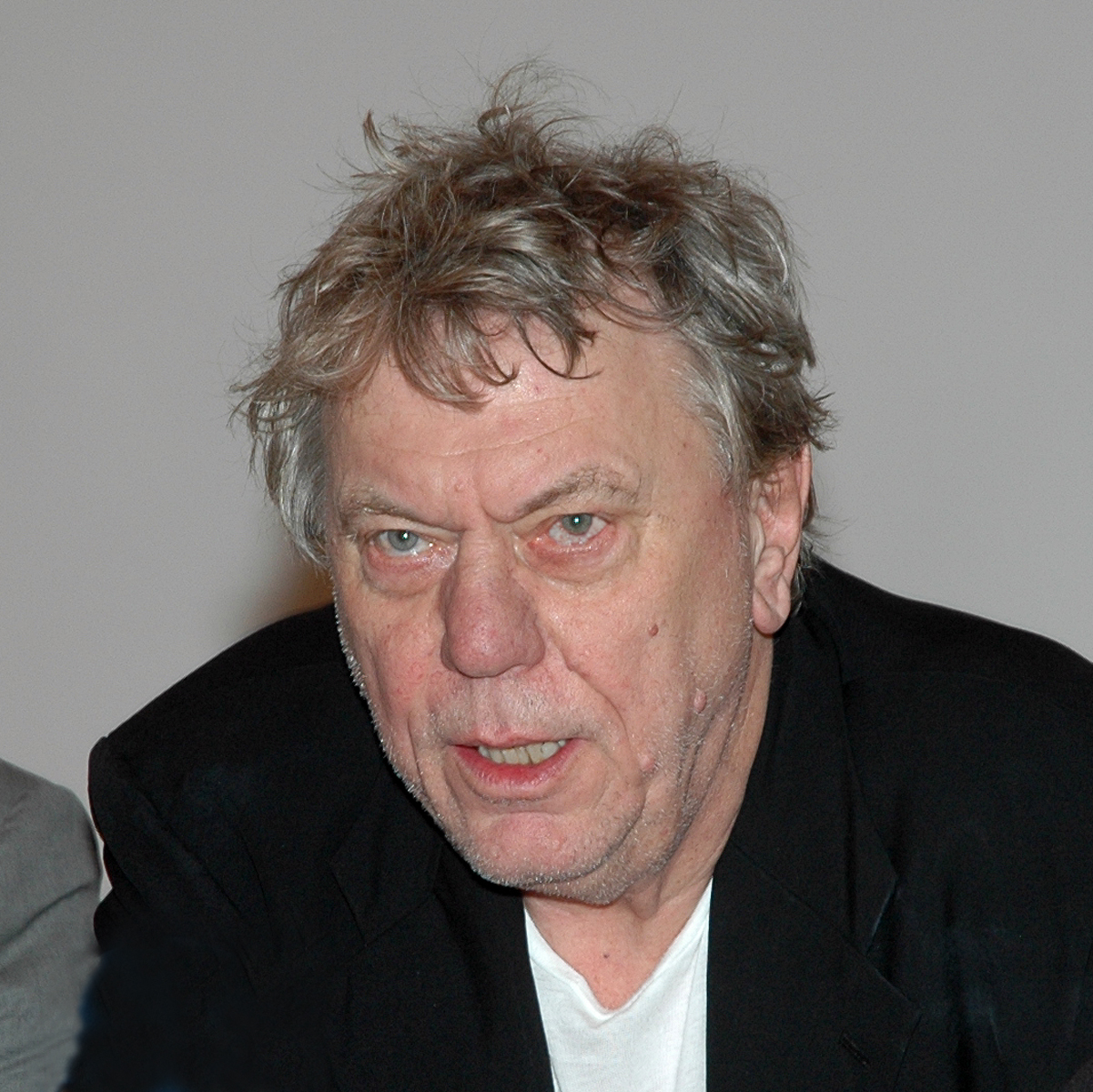
Johan Simons, 2014

- 2006: Jürgen Gosch – Macbeth – Düsseldorfer Schauspielhaus
- 2007: Stephan Kimmig – Maria Stuart – Thalia Theater Hamburg
- 2008: Andreas Kriegenburg – Das letzte Feuer – Thalia Theater Hamburg
- 2009: Karin Beier – Das goldene Vlies – Schauspiel Köln
- 2010: Roger Vontobel – Don Carlos – Staatsschauspiel Dresden
- 2011: Stephan Kimmig – Kinder der Sonne – Deutsches Theater Berlin
- 2012: Martin Kušej – Die bitteren Tränen der Petra von Kant – Bayerisches Staatsschauspiel
- 2013: Luk Perceval – Jeder stirbt für sich allein, Thalia Theater Hamburg
- 2014: Johan Simons – Dantons Tod – Münchner Kammerspiele
- 2015: Jette Steckel – Die Tragödie von Romeo und Julia – Thalia Theater Hamburg
- 2016: Frank Castorf – Die Brüder Karamasow – Volksbühne Berlin
- 2017: Johanna Wehner – Die Orestie – Staatstheater Kassel
- 2018: Þorleifur Örn Arnarsson – Die Edda – Staatsschauspiel Hannover
- 2019: Helge Schmidt – Cum-Ex-Papers – Lichthof Theater Hamburg
- 2020: Ewelina Marciniak – Der Boxer – Thalia Theater Hamburg
- 2021: keine Vergabe aufgrund der COVID-19-Pandemie
- 2022: Jette Steckel – Das mangelnde Licht – Thalia Theater Hamburg
- 2023: Stefan Bachmann – Johann Holtrop – Abriss der Gesellschaft – Schauspiel Köln/Düsseldorfer Schauspielhaus
- 2024: Joanna Lewicka – Antigone – Theater Plauen-Zwickau